# Djeca pjevaju hitove
Djeca pjevaju hitove, dječji festival koji od 2005. godine organizira Društvo Naša djeca Beli Manastir uz podršku Grada Belog Manastira i njegovog Centra za kulturu, s ciljem da se što više djece iz cijele Baranje uključi u kulturni život grada.
Godine 2006. festival je održan 18. V. u gradskoj kinodvorani. Nastupilo je 55-ero djece, osnovnoškolaca iz Belog Manastira, Branjinog Vrha i Šećerane. Pobijedio je Daniel Džambas s pjesmom "Reci, brate moj". Festival je vodio Robert Repić, voditelj Radio Baranje.
Izvor:
- A(delina) Janić: "Održan drugi festival 'Djeca pjevaju hitove'", Baranjski dom, I, 22, 4 - Beli Manastir, 22-23. X. 2005.